# Свитанок (Ивано-Франковская область)
Свита́нок (укр. Світанок) — село в Рогатинской городской общине Ивано-Франковского района Ивано-Франковской области Украины.
Население по переписи 2001 года составляло 725 человек. Занимает площадь 15,89 км². Почтовый индекс — 77074. Телефонный код — 03435.